# Kim Ji-su
Kim Ji-su (Himeji, 12 de dezembro de 2000) é uma judoca sul-coreana.

## Carreira
Kim participou do Campeonato Mundial de Judô de 2018, ganhando uma medalha. Em 2021, Kim ganhou a medalha de prata em seu evento no Campeonato Asiático-Pacífico de Judô de 2021, realizado em Bishkek, Quirguistão. Kim competiu na categoria feminina de 57 kg nas Olimpíadas de Verão de 2020, realizadas em Tóquio, Japão.
Nos Jogos Olímpicos de Verão de 2024, em Paris, conquistou a medalha de bronze na competição de equipe mista, ao lado de Huh Mi-mi, An Ba-ul, Jung Ye-rin, Kim Won-jin, Lee Hye-kyeong, Han Ju-yeop, Lee Joon-hwan, Kim Ha-yun, Kim Min-jong e Yoon Hyun-ji.